# Elke Decruynaere
Elke Decruynaere (Kortrijk, 12 juni 1981) is een Belgische politica voor Groen.

## Biografie
Decruynaere hielp als middelbare scholier mee aan de oprichting van de Vlaamse Scholierenkoepel. Na haar middelbare school studeerde ze Geschiedenis aan de Katholieke Universiteit Leuven en de Rijksuniversiteit Gent. Hierna was ze tien jaar tewerkgesteld in de gelijkekansensector voor gelijke rechten voor mensen met een handicap (GRIP vzw en Onafhankelijk Leven vzw).
Van 2001 tot 2003 maakte ze deel uit van het nationaal partijbestuur van Agalev (voormalige naam van de politieke partij Groen). Bij de lokale verkiezingen van 8 oktober 2006 werd Decruynaere, vanop de zevende plek op de kieslijst, verkozen. Vanaf 1 januari 2007 zetelt ze in de Gentse gemeenteraad. In 2009 volgde ze partijgenoot Filip Watteeuw op als fractieleider in de Gentse gemeenteraad. Bij de lokale verkiezingen van 2012 behaalde ze 7518 voorkeursstemmen, en werd herverkozen. Vanaf 1 januari 2013 werd ze in het hier op volgende College Schepen van Onderwijs, Opvoeding en Jeugd.
Bij de lokale verkiezingen op 14 oktober 2018 was ze met haar tweede plaats de kopvrouw voor Groen op de gemeenschappelijke lijst van sp.a en Groen in Gent. Ze behaalde 10.657 voorkeursstemmen en werd herverkozen. Vanaf 3 januari 2019 werd ze in het College Schepen van Onderwijs, Opvoeding, Outreachend Werk en Jeugd. 
Op 22 april 2022 kondigde ze aan dat ze haar politieke mandaten zou neerleggen vanwege persoonlijke omstandigheden. Ze werd opgevolgd door Evita Willaert.
Sinds september 2022 is Elke Decruynaere aan de slag als docent en projectmedewerker bij de Arteveldehogeschool. Daar is ze gangmaker op het thema innovatie in de kinderopvang en docent in de opleiding Pedagogie van het Jonge Kind (PJK) en het postgraduaat Leiderschap.

## Uitslagen verkiezingen
| Verkiezing                      | Kieskring       | Datum           | Lijst      | Plaats op lijst | Voorkeursstemmen | Uitslag       | Partijuitslag binnen kieskring |
| ------------------------------- | --------------- | --------------- | ---------- | --------------- | ---------------- | ------------- | ------------------------------ |
| Gemeenteraadsverkiezing         | Gent            | 8 oktober 2006  | Groen!     | 7e plaats       | 935              | 5e titularis  | 12,06 %                        |
| Federale parlementsverkiezingen | Oost-Vlaanderen | 10 juni 2007    | Groen!     | 9e plaats       | 3.008            | niet verkozen | 7.22 %                         |
| Vlaamse parlementsverkiezingen  | Oost-Vlaanderen | 7 juni 2009     | Groen!     | 3e plaats       | 5.446            | niet verkozen | 7,34 %                         |
| Federale parlementsverkiezingen | Oost-Vlaanderen | 13 juni 2010    | Groen!     | 2e plaats       | 8.589            | niet verkozen | 7,36 %                         |
| Gemeenteraadsverkiezing         | Gent            | 14 oktober 2012 | sp.a-Groen | 2e plaats       | 7.518            | 2e titularis  | 45,5 %                         |
| Gemeenteraadsverkiezing         | Gent            | 14 oktober 2018 | sp.a-Groen | 2e plaats       | 10.657           | 3e titularis  | 33,5 %                         |